# معدان (مدينة)
مدينة معدان مدينة سورية ومركز ناحية في محافظة الرقة وتابعة لها، تقع بين مدينتي الرقة ودير الزور وتبعد عن كلا المدينتين حوالي 70 كم. تشتهر معدان بالزراعة وأصبحت مدينة في نهاية 2009.
يوجد فيها مركز صوامع حبوب ومركز إنشاءات (مؤسسة عمران) ومعمل سجاد يدوي ومركز اتصالات ومجمع تربوي ومشفى وطني ومستوصف ومخفر ومحكمة معدان و مركز ناحية ومركز أمانة معدان و تتبع لمدينة معدان عدة قرى منها السويدة و الطعس و الخميسية الجنوبية و الخميسية الشمالية و قرية الحميد و قرية الحدادة و الجابر و النميصة و المغلة الكبيرة و الصغيرة و البوحمد و الخاتلة و تتبع لها بادية معدان من الجنوب. ويقع جسر معدان في قرية مغلة كبيرة على نهر الفرات.
ويسكنها خليط عشائري واسع يتمثل بعشائر البوسبيع والسبخة والبورمضان والحديديين والكليزات والبوجابر والبوحميد والبوعيسى والبوسرايا والديريين والحماصنة والكثير من العشائر الاخرى...
ويعد معظم أبنائها من حمل الشهادات العلمية حيث خرجت هذه المدينة العديد من الاطباء والمهندسيين والصناعيين والتجار ....
وموقع مدينة معدان جعلها مقصد القرى التي تحيط بها ما أكسبها أهمية أقتصادية في المنطقة الشرقية 